# Svarta vinbär
Svarta vinbär eller svartvinbär (Ribes nigrum) är en växt som tillhör Vinbärssläktet och familjen ripsväxter. En gammal synonym är tistron. Den är en medelstor, sommargrön buske med stora handflikiga blad. Mycket aromatiskt doftande. Blommorna är grönaktiga i hängande klasar och blommar i maj–juni. Bären är svarta, söta och mognar i juli. Svarta vinbär förekommer i hela Sverige, den har säkra vilda förekomster framförallt vid havskusterna. Vid sjöstränder och skogskärr i inlandet kan den också tänkas vara ursprunglig, men där är gränsen svår att dra mot förvildade trädgårdssorter.   

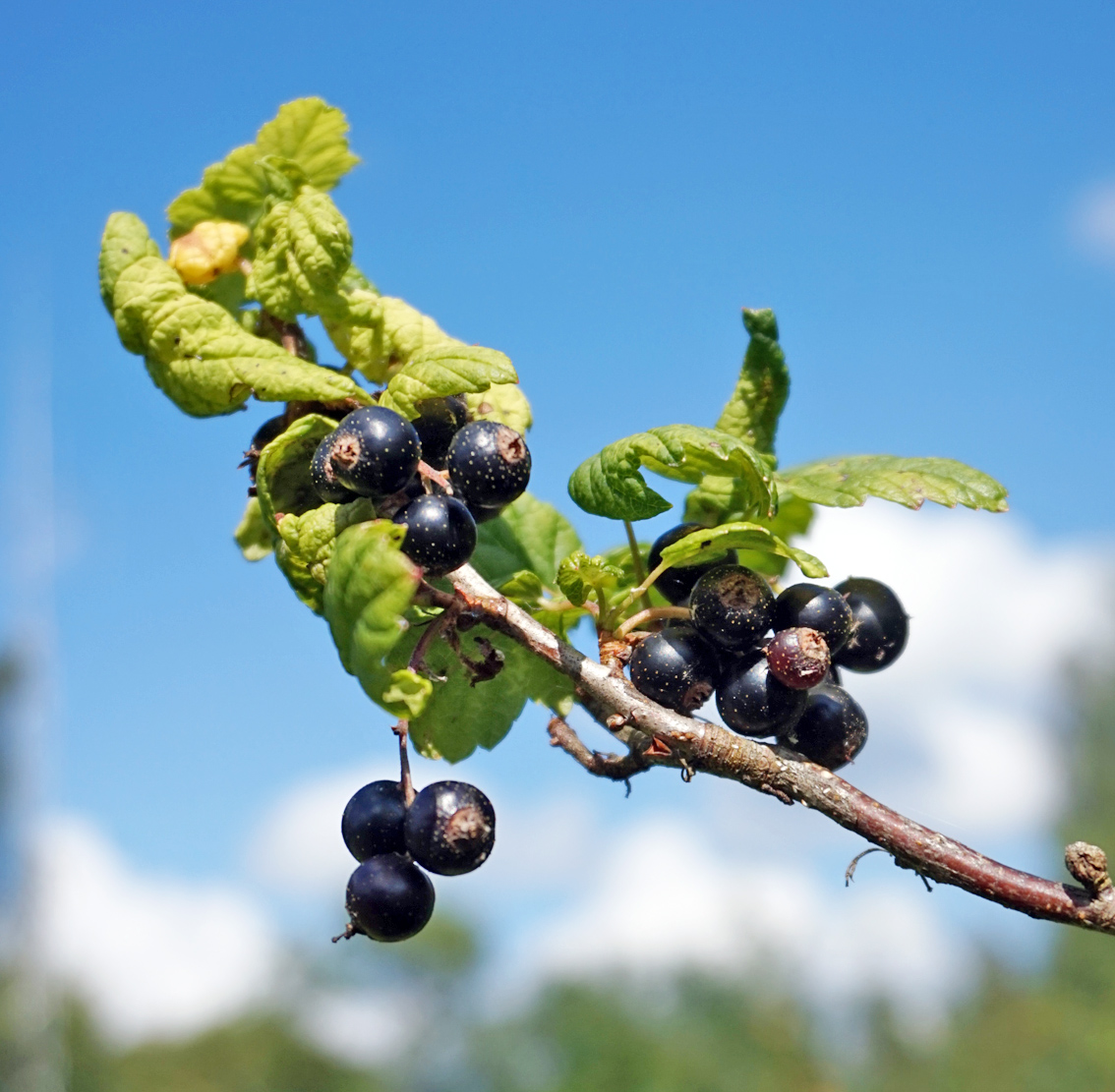
Svarta vinbär

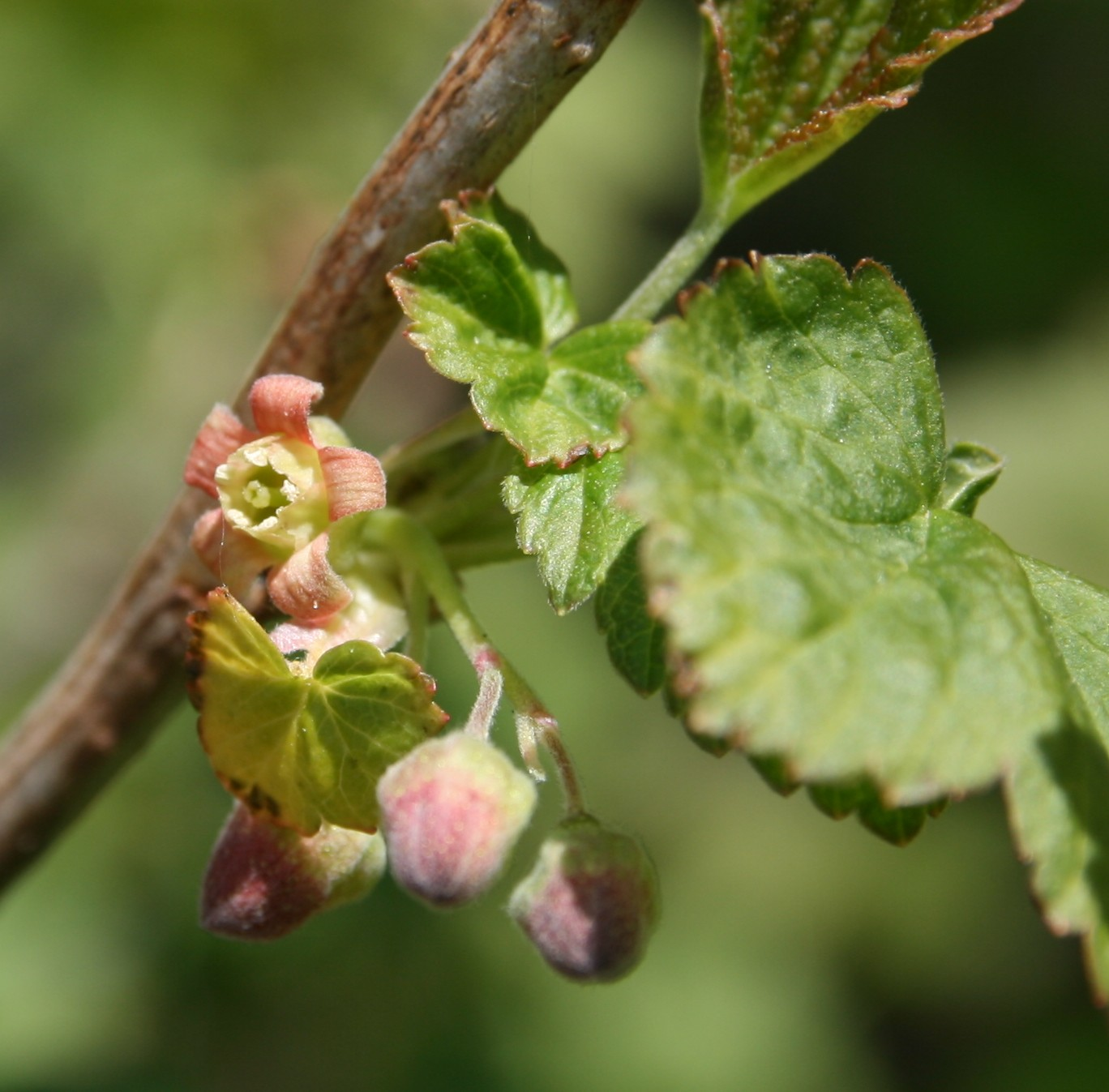
Blommorna är klocklika och femtaliga som hos övriga Ribes-arter

## Utbredning
Flera från varandra skilda vilda populationer förekommer i nästan hela Europa. Arten saknas på Iberiska halvön, i södra Italien, på södra Balkanhalvön med undantag av en region i Bulgarien och i Island. Den hittas i låglandet och i bergstrakter upp till 1800 meter över havet. Svarta vinbär finns även i asiatiska Ryssland och fram till Mongoliet. För Danmark, Storbritannien och Österrike är det oklart om populationen är ursprunglig eller förvildad. Arten hittas bland annat vid skogskanter. Den kan bilda täta buskskogar utan andra buskar eller den ingår i blandade buskskogar.

## Odling och användning
Svarta vinbär odlas ofta som trädgårdsväxt. Bären, som är mycket C-vitaminrika, används till gelé, saft och sylt. Man kan även göra likör av svarta vinbär, till exempel crème de cassis, och de används flitigt som brännvinskrydda. Bladen används till inläggningar och te. Både bär och blad har använts som ett medel mot gikt.

## Blad, blommor och frukt
Svartvinbärsbusken blir runt 1–2 meter hög. På bladen, framförallt på undersidan, och på frukterna sitter små gulbruna hartskörtlar som avsöndrar den karakteristiska aromatiska doften. I 1800-talsverket Svensk botanik jämfördes doften med lukten av vägglöss och katturin.
Bladen är 3-5, flikade och nästan kala. Blomningstiden är i maj–juni, och blommorna är grönaktiga med röda anstrykningar på flikarna och inuti blombottnen. Bären är svarta (det finns en grönfruktig sällsynt variant), söta och mycket smakrika. Exempelvis har man funnit över 50 olika aromämnen i svarta vinbär. C-vitaminhalten är hög.

## Växtplats och utbredning
Förutom i trädgårdar tycks denna buske i det vilda föredra stränder. I Sverige förekommer den tätast i mellansverige, på ost- och västkusten, men kan påträffas från Skåne till långt upp i mellersta Norrland. Odlas och finns även förvildad så långt upp som norrbottniska Lappland.

## Sorter
Lista på olika sorter av svarta vinbär som förekommer i Sverige, deras karaktäristiska, härdighet och härstamning.
- 'Bang up' (härstammar från England)
- 'Baldwin' (god smak, rikbärande)
- 'Boskoop jätte' (god smak, rikbärande)
- 'Brödtorp' – härdig till och med zon 7
- 'Daniel's September' (ovanligt sen mognadstid)
- 'Finnskogens druva' (härstammar från Värmland, rikbärande)
- 'Hildur' – härdig till och med zon 6
- 'Janslunda' (härstammar från mellansverige, mognar medeltidigt)
- 'Nisse' (tunnskalig, mycket stora bär, veka skott, härstammar från SLU:s Dalby-odlingar)
- 'Polar' – härdig till och med zon 6
- 'Risarp' – härdig till och med zon 6
- 'Storklas' – härdig till och med zon 6
- 'Titania' – södra och mellersta Sverige (zon 1–4(5))
- 'Öjebyn' – härdig till och med zon 5
- 'Byelorussian Sweet'
- 'Barchatnaja'

## Svarta vinbär och hälsa
Svarta vinbär är rika på vitaminer och antioxidanter. I standardiserade extrakt av svarta vinbär finns ett 15-tal olika antocyaniner. Antocyaniner är ett växtfärgpigment som reflekterar blått ljus varför man även kan hitta dem i andra blå bär. Antocyaniner är dessutom antioxidanter som visat sig ha en positiv effekt på synen. Dessutom är svarta vinbär ett av de bär som innehåller mest C-vitamin, men även K-vitamin, fibrer och folsyra.

## Hot
För beståndet är inga hot kända. Hela populationen bedöms som stabil. IUCN listar arten som livskraftig (LC).